# Balaton (Sosnowiec)
Balaton – zbiornik wodny i ośrodek rekreacyjno-wypoczynkowy w Sosnowcu Porąbce.
Zbiornik posiada 9,7 ha powierzchni, pojemność ponad 116 tys. m³ i średnią głębokość 1,2 m. Jest zasilany wysiękami wód gruntowych, opadami i spływem powierzchniowym.
Zbiornik powstał w wyniku eksploatacji gliny dla cegielni kopalni węgla kamiennego „Kazimierz-Juliusz”. Miejscem wypoczynkowym stał się dzięki staraniom kopalni „Klimontów” (późniejsza „Czerwone Zagłębie”), która w latach 70. stworzyła w tym miejscu ośrodek rekreacyjny. Obecnie teren jest zdewastowany i wymaga rewitalizacji. 
Miejsce w sezonie letnim jest chętnie odwiedzane przez mieszkańców miasta.